# Scarlett Johansson
Scarlett Ingrid Johansson (ur. 22 listopada 1984 w Nowym Jorku) – amerykańska aktorka filmowa, telewizyjna i teatralna, scenarzystka oraz piosenkarka.
Przełomowe okazały się dla niej role w Manny i Lo (1996), gdzie zagrała pierwszą główną rolę, oraz w Zaklinaczu koni (1998), w którym zagrała u boku Roberta Redforda. Od tamtej pory zagrała m.in. w filmach Sofii Coppoli, Petera Webbera, Briana De Palmy czy Luca Bessona. Wystąpiła w trzech filmach Woody’ego Allena oraz w kilku produkcjach franczyzy Filmowego Uniwersum Marvela jako Natasha Romanoff / Czarna Wdowa. Za swoje role została wyróżniona m.in. nagrodami: BAFTA, Tony, Gotham czy Saturn oraz była czterokrotnie nominowana do Złotych Globów.
Wydała dwa albumy studyjne: Anywhere I Lay My Head (2008) i Break Up (2009), który nagrała z Pete’em Yornem.
Jest zaangażowana społecznie i politycznie. W latach 2005–2014 była ambasadorką organizacji humanitarnej Oxfam. Brała udział w kampaniach prezydenckich, popierając kandydatów Partii Demokratycznej: Johna Kerry’ego i Baracka Obamę.
Powszechnie uznawana jest za jedną z najseksowniejszych kobiet na świecie w rankingach sporządzanych przez magazyny, takie jak Playboy czy Esquire.

## Życiorys

### Rodzina i wykształcenie

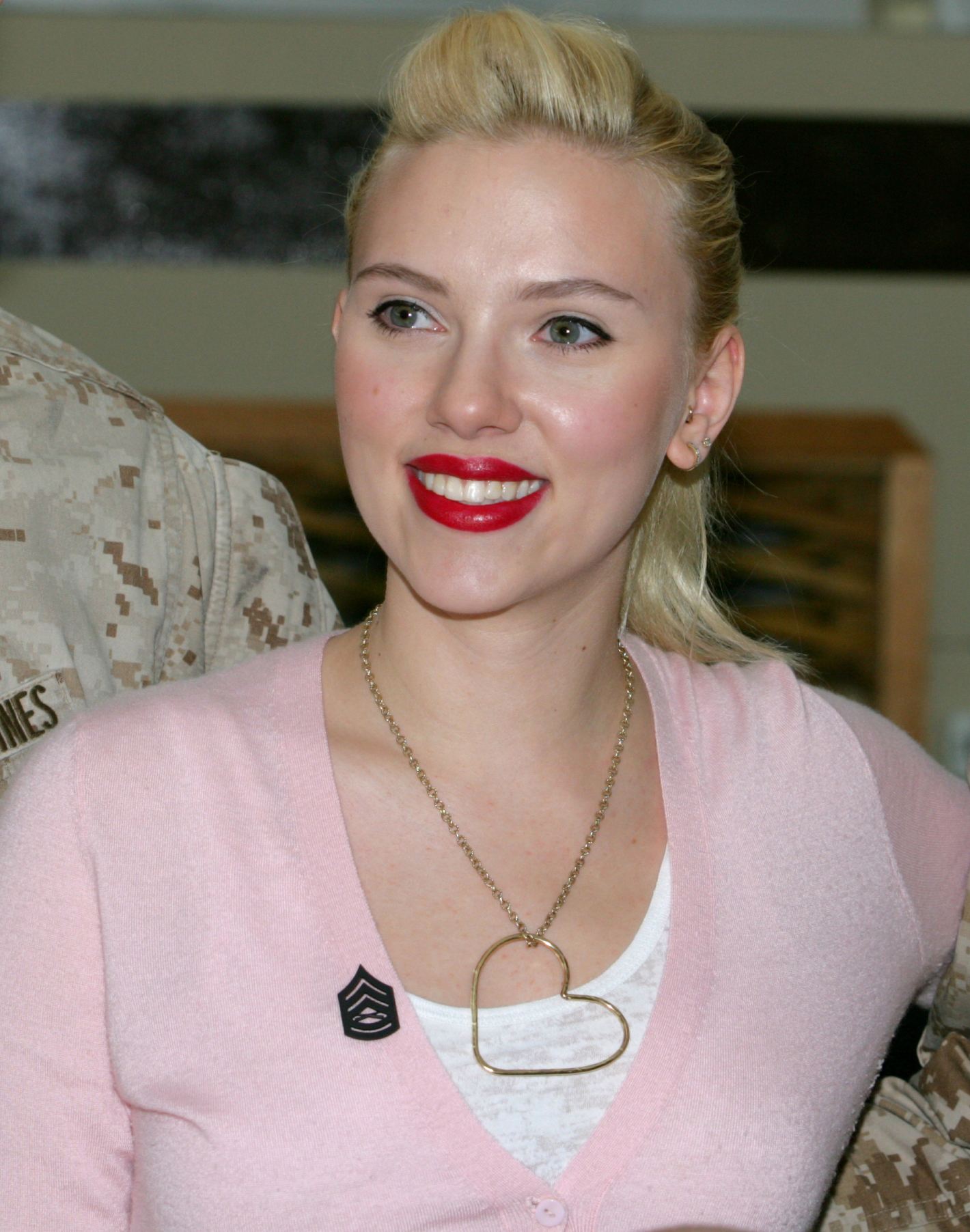
Scarlett Johansson (2008)

Urodziła się 22 listopada 1984 w Nowym Jorku. Jej ojciec, architekt Karsten Johansson, pochodzi z Danii i jest synem Ejnera Johanssona, pisarza, scenarzysty i reżysera. Matka, Melanie Sloan jest producentką filmową, która wywodzi się z żydowskiej rodziny o polsko-białoruskich korzeniach. Dziadkowie ze strony matki wyemigrowali z Polski do USA przed II wojną światową. Natomiast Saul, dziadek stryjeczny zginął ze swoją rodziną w getcie warszawskim. Jej rodzice rozwiedli się, kiedy miała 13 lat. Ma starszą siostrę Vanessę, również aktorkę, a także starszego brata Adriana, brata-bliźniaka Huntera, przyrodniego brata Christiana (z pierwszego małżeństwa jej ojca) oraz adoptowaną siostrę, Fenan Sloan. Jest blisko związana ze swoją babcią, Dorothy Sloan. Posiada zarówno amerykańskie, jak i duńskie obywatelstwo. Jest żydówką, ale obok Chanuki obchodzi także Boże Narodzenie.
Uczęszczała do 41. Szkoły Publicznej w Greenwich Village na Manhattanie. Ćwiczyła aktorstwo od dziecka, stojąc przed lustrem. Kształcenie w kierunku aktorstwa rozpoczęła w wieku ośmiu lat w szkole aktorskiej Lee Strasberga oraz w Professional Children’s School na Manhattanie, którą ukończyła w 2002. Jako dziecko uczyła się również stepowania.

### Życie prywatne
Od 2001 do 2002 spotykała się z Jackiem Antonoffem, z którym uczyła się w Professional Children’s School. Później spotykała się z m.in. z Jaredem Leto i Joshem Hartnettem. W 2007 zaczęła się spotykać z Ryanem Reynoldsem, którego poślubiła we wrześniu 2008. W lipcu 2011 para się rozwiodła. W listopadzie 2012 zaczęła się spotykać z Romainem Dauriacem, właścicielem agencji reklamowej, z którym ma córkę Rose Dorothy (ur. 2014) i którego poślubiła w październiku 2014 w Philipsburgu, w Montanie, jednak już we wrześniu 2017 się rozwiedli. Od grudnia 2017 jest w związku z aktorem Colinem Jostem, z którym zaręczyła się w maju 2019 i którego poślubiła w październiku 2020.

### Kariera aktorska

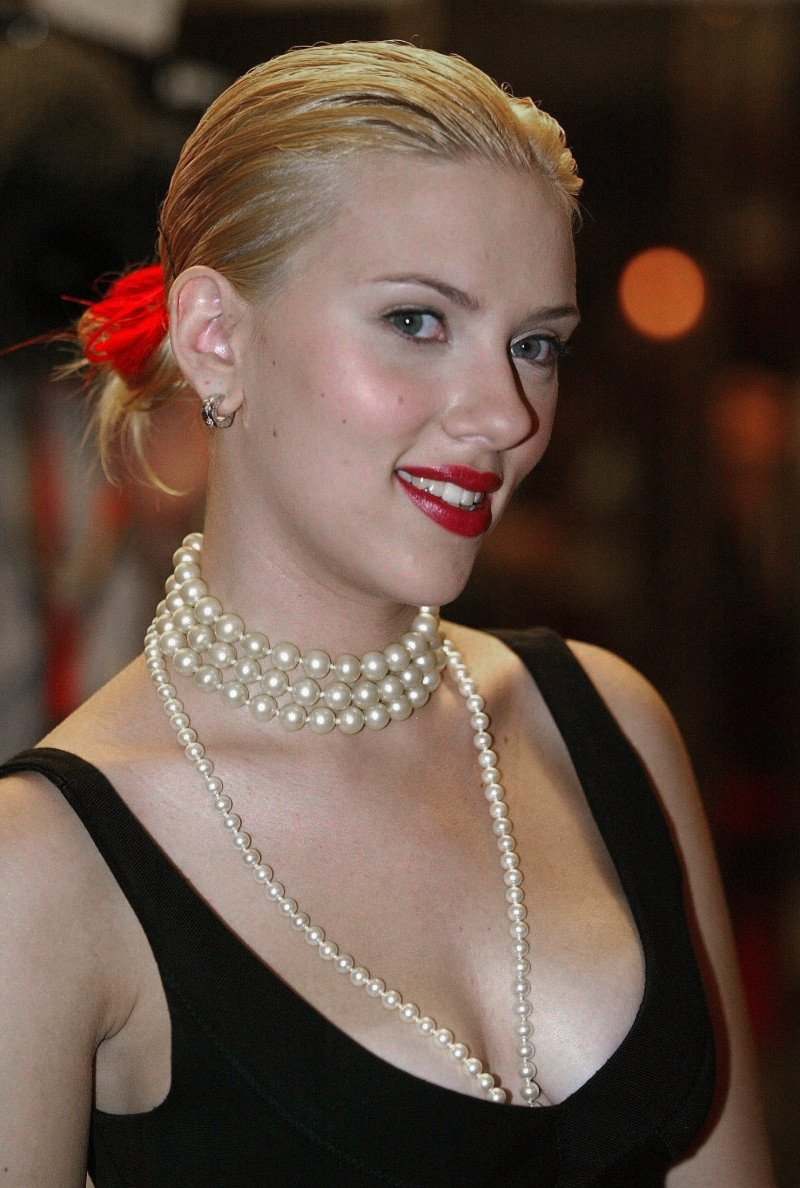
Scarlett Johansson (2003)

Karierę aktorską rozpoczęła od występów w reklamach. Mając osiem lat, zadebiutowała w spektaklu Sophistry obok Ethana Hawka, wystawianym w Playwright’s Horizons na off-Broadwayu. Na ekranie zadebiutowała w 1994 w filmie Małolat. Pierwszą jej główną rolą była postać Amandy w filmie Manny i Lo (1996), gdzie zagrała obok Aleksy Palladino i swojego brata bliźniaka, Huntera. Za tę rolę została nominowana do Independent Spirit Awards za najlepszą główną rolę żeńską. Później zagrała mniejsze role, m.in. w filmach: Randka na moście (1996), Alex – sam w domu (1997) i Skok w miłość (1997).
Przełomem w jej karierze okazała się rola u boku Roberta Redforda w Zaklinaczu koni (1998), za którą otrzymała nagrodę YoungStar Award oraz zyskała uznanie krytyków. W 2001 wystąpiła w Ghost World, za który została wyróżniona nagrodą przez Toronto Film Critics Association. W 2003 wystąpiła w filmach Między słowami Sofii Coppoli oraz Dziewczyna z perłą Petera Webbera. Za obie te role była nominowana do Złotych Globów i nagród Brytyjskiej Akademii Filmowej, która przyznała jej statuetkę za rolę Charlotte w filmie Coppoli.
W 2004 zagrała w trzech filmach: Egzamin dojrzałości, W doborowym towarzystwie i Lokatorka, a za ten ostatni otrzymała swoją trzecią nominację do Złotego Globu. Również w 2004 zasiadła w jury konkursu głównego na 61. MFF w Wenecji.
W lipcu 2005 wystąpiła po raz pierwszy u Woody’ego Allena w filmie Wszystko gra, w którym przejęła rolę początkowo powierzoną Kate Winslet; Allen zmienił narodowość jej bohaterki z brytyjskiej na amerykańską. Za udział w dzieltym filmie otrzymała swoją czwartą w karierze nominację do Złotego Globu. W tym samym roku zagrała u boku Ewana McGregora w swojej pierwszej roli w filmie akcji, Wyspa. W 2006 zagrała w swoim kolejnym filmie reżyserowanym przez Allena, Scoop – Gorący temat. Pojawiła się także w czarno-białym filmie Briana De Palmy Czarna Dalia (2006), do którego zdjęcia zrealizowano w Los Angeles i Bułgarii. W wywiadach promujących film, że jako fanka reżysera chciała z nim pracować, chociaż była „fizycznie nieprzystosowana” do roli. Jej kreację oceniono dwojako: serwis CNN odnotował, że Johansson „wchłania atmosferę tamtych czasów jak tlen”, tymczasem inni krytycy mówili o źle obsadzonej roli. Aktorka następnie zagrała w thrillerze Christophera Nolana Prestiż, w którym wystąpiła jako Olivia Wenscombe, asystentka i kochanka magika Roberta Angiera (Hugh Jackman). W 2008 zagrała w filmach Kochanice króla, Spirit – duch miasta oraz po raz trzeci w filmie Allena, Vicky Cristina Barcelona.

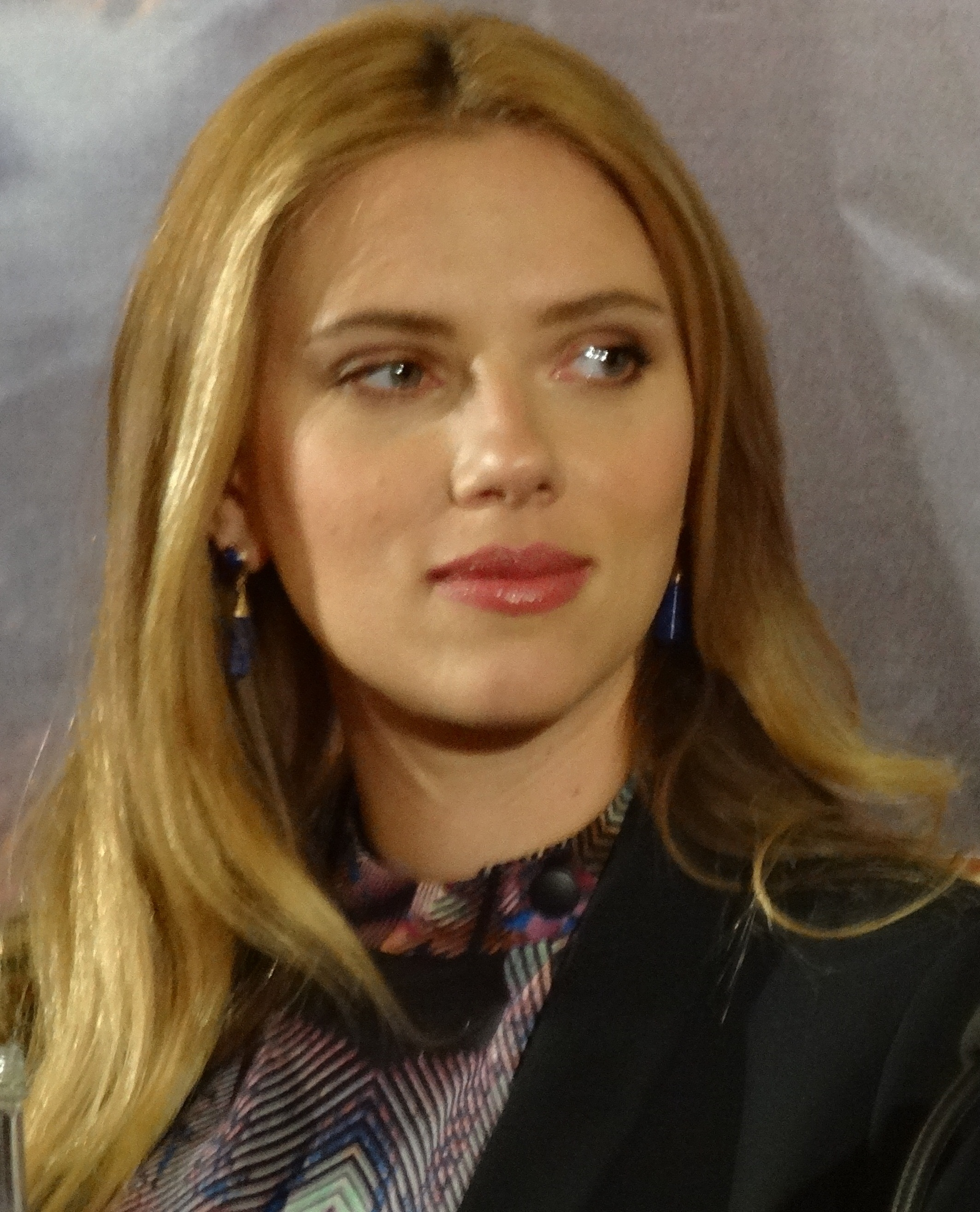
Johansson (2014)

W 2010, po raz pierwszy od czasów dzieciństwa, zagrała w broadwayowskiej sztuce A View from the Bridge, a za występ w spektaklu otrzymała nagrodę Tony za najlepszą drugoplanową kobiecą kreację aktorską w sztuce dramatycznej. W tym samym roku zagrała w filmie Iron Man 2 należącym do franczyzy Filmowego Uniwersum Marvela (FUM), gdzie wcieliła się po raz pierwszy w postać Natashy Romanoff / Czarnej Wdowy, szpiega i przyszłego współpracownika tytułowego bohatera. W marcu 2009 podpisała kilkufilmowy kontrakt na tę rolę z Marvel Studios. W 2012 ponownie zagrała tę postać w filmie Avengers. W tym samym roku wystąpiła ponadto w filmie Hitchcock, a rok później w sztuce Kotka na gorącym blaszanym dachu oraz w filmach Pod skórą, Don Jon i Ona, w którym użyczyła głosu postaci Samanthy. Za tę ostatnią rolę otrzymała nagrodę Saturn.
W 2014 wystąpiła w kolejnej produkcji MCU, Kapitan Ameryka: Zimowy żołnierz, poza tym zagrała w filmie Szef Jona Favreau oraz wykreowała tytułową rolę w Lucy Luca Bessona. Również w 2014 poinformowano, że Johansson zagra postać Undine Spragg i wyprodukuje ośmioodcinkowy serial na podstawie powieści Jak każe obyczaj Edith Wharton. Pojawiła się w kolejnych produkcjach Marvel Studios jako Czarna Wdowa, w filmie Avengers: Czas Ultrona (2015) i Kapitan Ameryka: Wojna bohaterów (2016). Również w 2016 użyczyła głosu pytonowi Kaa w Księdze dżungli i postaci Ash w filmie animowanym Sing oraz wystąpiła w komedii Ave, Cezar!. W 2017 zagrała w filmowej adaptacji Ghost in the Shell oraz komedii Ostra noc. W 2018 zagrała w kolejnej odsłonie MCU, Avengers: Wojna bez granic, a rok później w Avengers: Koniec gry. W 2021 zagrała tytułową bohaterkę Czarnej Wdowy.
W 2025 roku została okrzyknięta najlepiej zarabiającą aktorką na świecie. 

### Kariera muzyczna
W 2006 nagrała utwór „Summertime” na album kompilacyjny nagrany przez hollywoodzkie gwiazdy, Unexpected Dreams – Songs from the Stars. W kwietniu 2007 wystąpiła gościnnie razem z zespołem The Jesus and Mary Chain na koncercie w Kalifornii. W tym samym roku zagrała w teledysku do piosenki Justina Timberlake’a, „What Goes Around... Comes Around”, który był wyróżniony za najlepszą reżyserię w klipie roku podczas MTV Video Music Awards.
19 maja 2008 wydała swój debiutancki album pt. Anywhere I Lay My Head, składający się z coverów utworów Toma Waitsa i jednego autorskiego utworu, a w chórkach w dwóch piosenkach zaśpiewał David Bowie. Album został 23. najlepszym albumem roku według New Musical Express i dotarł do 16. miejsca na liście Billboard 200, lecz jednocześnie został okrzyknięty najgorszym albumem roku według Entertainment Weekly.
We wrześniu 2009 wydała, inspirowany duetami Serge’a Gainsbourga i Brigitte Bardot, album pt. Break Up, który nagrała w duecie z Pete’em Yornem.
W lutym 2015 wspólnie z Estem Haimem, Holly Mirandą, Kendrą Morris i Julią Haltigan założyła zespół The Singles. Pierwszym ich singlem było „Candy”. Kilka dni później grupa musiała zaprzestać używania nazwy „The Singles” z powodów prawnych. W 2016 nagrała utwory: „Trust in Me” do filmu Księga dżungli oraz „I Don’t Wanna” i „Set It All Free” do filmu Sing.

### Działalność społeczna i polityczna

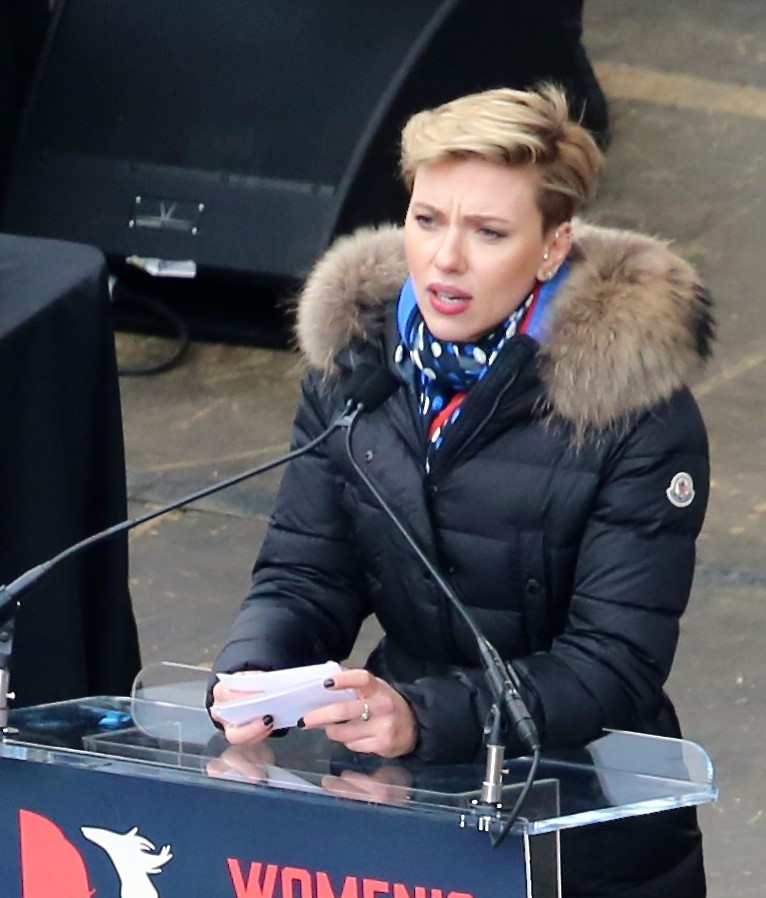
Scarlett Johansson, 2017

Wspiera organizacje charytatywne, między innymi: Aid Still Required, Cancer Research UK, Stand Up To Cancer, Too Many Women i USA Harvest. W latach 2005–2014 była ambasadorką organizacji humanitarnej Oxfam. W 2007 wzięła udział w kampanii przeciwko ubóstwu, ONE Campaign, stworzonej przez Bono. W 2018 wzięła udział w ruchu Time’s Up, inicjatywy mającej na celu chronić kobiety przed molestowaniem i dyskryminacją.
W 2004 wsparła kandydata Partii Demokratycznej, Johna Kerry’ego podczas wyborów prezydenckich. W 2008 wzięła udział w kampanii prezydenckiej, wspierając ponownie kandydata Demokratów, Baracka Obamę. W 2012 wystąpiła w teledysku do piosenki „Yes We Can” nagranej przez will.i.ama, która była inspirowana jednym z przemówień Obamy. W 2016 wsparła kandydatkę na prezydenta USA, Hillary Clinton oraz wystąpiła w reklamie, namawiając Amerykanów do udziału w wyborach. W 2017 wzięła udział w Marszu Kobiet w Waszyngtonie, sprzeciwiając się prezydenturze Donalda Trumpa.

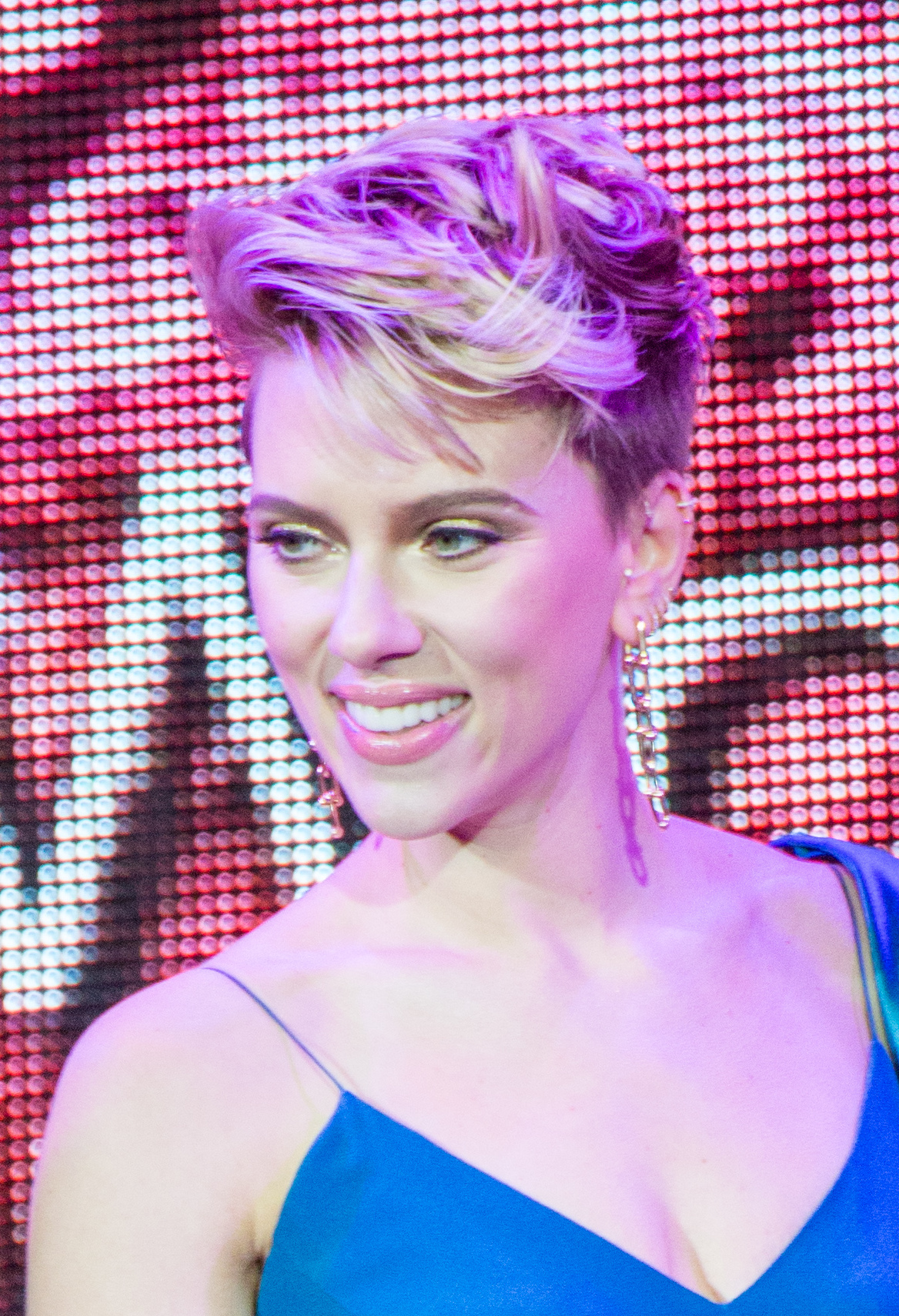
Johansson (2017)

### Wizerunek
Nazywana jest przez media i fanów przezwiskiem „ScarJo”, czego jednak sama aktorka nie lubi. Od 2006 do 2014 znajdowała się w rankingu Hot 100 magazynu Maxim. Została nazwana najseksowniejszą kobietą na świecie dwukrotnie (2006 i 2013) przez magazyn Esquire. Wygrywała w podobnych rankingach, które sporządziły magazyny Playboy (2007), Men’s Health (2011) i FHM (2005). W 2015 jej figura woskowa pojawiła się w nowojorskim Madame Tussauds.
W czerwcu 2004 dołączyła do Amerykańskiej Akademii Sztuki i Wiedzy Filmowej. W maju 2012 odsłoniła swoją gwiazdę na Hollywood Walk of Fame. W latach 2014–2016 była jedną z najlepiej opłacanych aktorek. W 2016 została okrzyknięta przez magazyn „Forbes” najbardziej kasową gwiazdą. Do maja 2017, filmy z jej udziałem przyniosły więcej przychodów z biletów kinowych, niż z jakąkolwiek inną aktorką.
Pojawiła się w kampaniach reklamowych, m.in. dla marek: Calvin Klein, Dolce & Gabbana, L’Oréal i Louis Vuitton. W 2009 została ambasadorką hiszpańskiej marki odzieżowej Mango. Była także ambasadorką kosmetyków do makijażu Dolce & Gabbana, a w 2014 została twarzą izraelskiej marki SodaStream.

## Filmografia

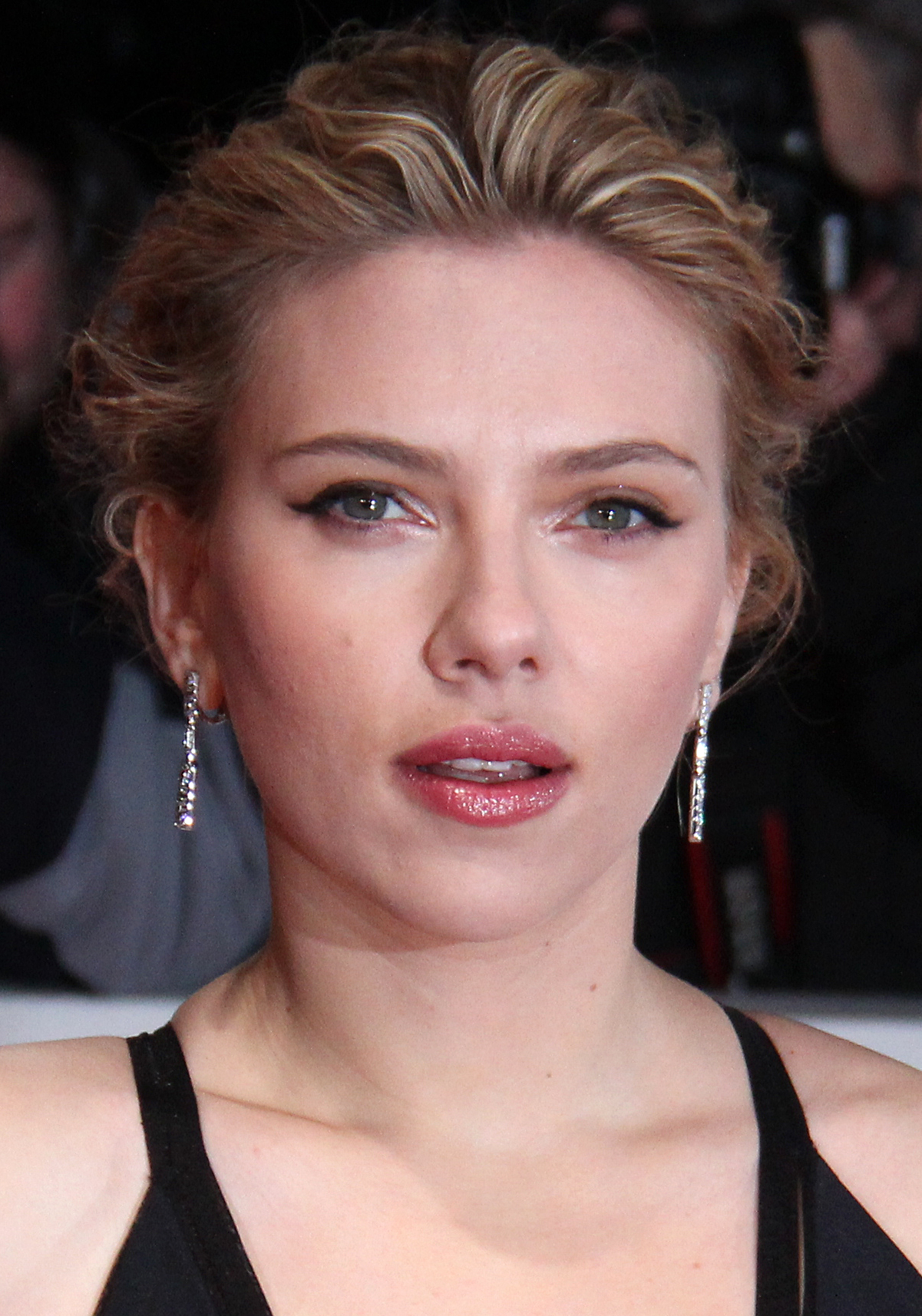
Scarlett Johansson, 2012

### Filmy fabularne
| Rok  | Tytuł                            | Rola                            | Przypis |
| ---- | -------------------------------- | ------------------------------- | ------- |
| 1994 | Małolat                          | Laura Nelson                    | [ 14 ]  |
| 1995 | W słusznej sprawie               | Katie Armstrong                 | [ 27 ]  |
| 1996 | Manny i Lo                       | Amanda                          | [ 111 ] |
| 1996 | Randka na moście                 | Emily                           | [ 28 ]  |
| 1997 | Alex – sam w domu                | Molly Pruitt                    | [ 27 ]  |
| 1997 | Skok w miłość                    | mała dziewczynka                | [ 28 ]  |
| 1998 | Zaklinacz koni                   | Grace MacLean                   | [ 29 ]  |
| 1999 | Braciszek świnka                 | Kathy Caldwell                  | [ 27 ]  |
| 2001 | Człowiek, którego nie było       | Rachael „Birdy” Abundas         | [ 27 ]  |
| 2001 | Ghost World                      | Rebecca                         | [ 32 ]  |
| 2001 | Amerykańska rapsodia             | Suzanne Sandor w wieku 15 lat   | [ 27 ]  |
| 2002 | Atak pająków                     | Ashley Parker                   | [ 27 ]  |
| 2003 | Między słowami                   | Charlotte                       | [ 33 ]  |
| 2003 | Dziewczyna z perłą               | Griet                           | [ 34 ]  |
| 2004 | Porządna kobieta                 | Meg Windermere                  | [ 27 ]  |
| 2004 | Egzamin dojrzałości              | Francesca Curtis                | [ 27 ]  |
| 2004 | Lokatorka                        | Pursy Will                      | [ 35 ]  |
| 2004 | SpongeBob Kanciastoporty         | Mindy (głos)                    | [ 27 ]  |
| 2004 | W doborowym towarzystwie         | Alex Foreman                    | [ 27 ]  |
| 2005 | Wszystko gra                     | Nola Rice                       | [ 37 ]  |
| 2005 | Wyspa                            | Jordan Dwa Delta / Sarah Jordan | [ 40 ]  |
| 2006 | Scoop – Gorący temat             | Sondra Pransky                  | [ 14 ]  |
| 2006 | Czarna Dalia                     | Katherine „Kay” Lake            | [ 41 ]  |
| 2006 | Prestiż                          | Olivia Wenscombe                | [ 45 ]  |
| 2007 | Niania w Nowym Jorku             | Annie Braddock                  | [ 27 ]  |
| 2008 | Kochanice króla                  | Maria Boleyn                    | [ 46 ]  |
| 2008 | Vicky Cristina Barcelona         | Cristina                        | [ 14 ]  |
| 2008 | Spirit – duch miasta             | Silken Floss                    | [ 27 ]  |
| 2009 | Kobiety pragną bardziej          | Anna Marks                      | [ 112 ] |
| 2010 | Iron Man 2                       | Natasha Romanoff / Czarna Wdowa | [ 48 ]  |
| 2011 | Kupiliśmy zoo                    | Kelly Foster                    | [ 27 ]  |
| 2012 | Hitchcock                        | Janet Leigh                     | [ 50 ]  |
| 2012 | Avengers                         | Natasha Romanoff / Czarna Wdowa | [ 49 ]  |
| 2013 | Pod skórą                        | Isserley                        | [ 52 ]  |
| 2013 | Don Jon                          | Barbara Sugarman                | [ 54 ]  |
| 2013 | Ona                              | Samantha (głos)                 | [ 53 ]  |
| 2014 | Kapitan Ameryka: Zimowy żołnierz | Natasha Romanoff / Czarna Wdowa | [ 55 ]  |
| 2014 | Szef                             | Molly                           | [ 56 ]  |
| 2014 | Lucy                             | Lucy                            | [ 57 ]  |
| 2015 | Avengers: Czas Ultrona           | Natasha Romanoff / Czarna Wdowa | [ 59 ]  |
| 2016 | Księga dżungli                   | Kaa (głos)                      | [ 61 ]  |
| 2016 | Kapitan Ameryka: Wojna bohaterów | Natasha Romanoff / Czarna Wdowa | [ 60 ]  |
| 2016 | Ave, Cezar!                      | DeeAnna Moran                   | [ 63 ]  |
| 2016 | Sing                             | Ash (głos)                      | [ 62 ]  |
| 2017 | Ghost in the Shell               | Mira Killian / Motoko Kusanagi  | [ 64 ]  |
| 2017 | Ostra noc                        | Jessica „Jess” Thayer           | [ 65 ]  |
| 2017 | Thor: Ragnarok                   | Natasha Romanoff / Czarna Wdowa | [ 113 ] |
| 2018 | Wyspa psów                       | Nutmeg (głos)                   | [ 114 ] |
| 2018 | Avengers: Wojna bez granic       | Natasha Romanoff / Czarna Wdowa | [ 66 ]  |
| 2019 | Kapitan Marvel                   | Natasha Romanoff                | [ 67 ]  |
| 2019 | Avengers: Koniec gry             | Natasha Romanoff / Czarna Wdowa | [ 67 ]  |
| 2019 | Historia małżeńska               | Nicole Barber                   | [ 115 ] |
| 2019 | Jojo Rabbit                      | Rosie Betzler                   | [ 116 ] |
| 2021 | Czarna Wdowa                     | Natasha Romanoff / Czarna Wdowa | [ 117 ] |
| 2023 | Asteroid City                    | Midge Campbell                  | [ 118 ] |
| 2024 | Zabierz mnie na Księżyc          | Kelly Jones                     | [ 119 ] |
| 2025 | Fenicki układ                    | Hilda                           | [ 120 ] |
| 2025 | Jurassic World: Odrodzenie       | Zora Bennett                    | [ 121 ] |

### Seriale telewizyjne
| Rok       | Tytuł               | Rola               | Uwagi                | Przypis |
| --------- | ------------------- | ------------------ | -------------------- | ------- |
| 1995      | Klient              | Jenna Halliwell    | gościnna, 1 odcinek  | [ 27 ]  |
| 2001      | Anatomy of a Scene  | siebie             | gościnna, 1 odcinek  | [ 122 ] |
| 2004      | Ekipa               | siebie             | gościnna, 1 odcinek  | [ 123 ] |
| 2005–2008 | Robot Chicken       | różne (głos)       | gościnna, 6 odcinków | [ 124 ] |
| 2009–2017 | Saturday Night Live | różne              | gościnna, 5 odcinków | [ 125 ] |
| 2014      | HitRECord on TV     | Olivia             | gościnna, 1 odcinek  | [ 126 ] |
| 2015      | Assassin Banana     | Różowa pani (głos) | gościnna, 2 odcinki  | [ 127 ] |

### Teatr
| Rok  | Tytuł                            | Rola      | Teatr                   | Przypis |
| ---- | -------------------------------- | --------- | ----------------------- | ------- |
| 1992 | Sophistry                        |           | Playwright’s Horizons   | [ 14 ]  |
| 2010 | A View from the Bridge           | Catherine | Cort Theatre            | [ 30 ]  |
| 2013 | Kotka na gorącym blaszanym dachu | Margaret  | Richard Rodgers Theatre | [ 51 ]  |

## Dyskografia
Albumy studyjne
| Anywhere I Lay My Head      | - Data: 20 maja 2008 - Wydawca: Atco Records  | 126 | 64  | 28 | 15 | 30 | - USA: 5 tys.+  |                    |
| Break Up (oraz Pete Yorn)   | - Data: 8 września 2009 - Wydawca: Atco/Rhino | 41  | 160 | 18 | 58 | 89 | - FRA: 50 tys.+ | - FRA: złota płyta |
| „–” album nie był notowany. |                                               |     |     |    |    |    |                 |                    |

Albumy koncertowe
| Tytuł                             | Dane dot. albumu                         |
| --------------------------------- | ---------------------------------------- |
| Live Session                      | - Data: 15 lipca 2008 - Wydawca: Rhino   |
| Live at KCRW.com (oraz Pete Yorn) | - Data: 15 grudnia 2009 - Wydawca: Rhino |

## Nagrody i nominacje
| Rok  | Nagroda                                             | Kategoria                                                             | Film / Sztuka teatralna             | Rezultat  | Przypis |
| ---- | --------------------------------------------------- | --------------------------------------------------------------------- | ----------------------------------- | --------- | ------- |
| 1996 | Independent Spirit Award                            | Najlepsza główna rola żeńska                                          | Manny i Lo                          | Nominacja | [ 139 ] |
| 1998 | Chicago Film Critics Association Award              | Najlepiej zapowiadająca się aktorka                                   | Zaklinacz koni                      | Nominacja | [ 31 ]  |
| 1998 | YoungStar Award                                     | Najlepsza młoda aktorka w filmie dramatycznym                         | Zaklinacz koni                      | Wygrana   | [ 140 ] |
| 1999 | Young Artist Award                                  | Najlepsza wiodąca rola żeńska                                         | Zaklinacz koni                      | Nominacja | [ 141 ] |
| 2001 | Toronto Film Critics Association Award              | Najlepsza drugoplanowa rola żeńska                                    | Ghost World                         | Wygrana   | [ 142 ] |
| 2001 | Online Film Critics Society Award                   | Najlepsza drugoplanowa rola żeńska                                    | Ghost World                         | Nominacja | [ 143 ] |
| 2001 | Boston Society of Film Critics Award                | Najlepsza drugoplanowa rola żeńska                                    | Ghost World                         | Nominacja | [ 31 ]  |
| 2002 | Young Artist Award                                  | Najlepsza wiodąca rola żeńska                                         | Amerykańska rapsodia                | Wygrana   | [ 144 ] |
| 2002 | Young Artist Award                                  | Najlepszy zespół aktorski (z Mae Whitman i Kelly Endresz-Banlaki)     | Amerykańska rapsodia                | Wygrana   | [ 144 ] |
| 2003 | Nagroda Brytyjskiej Akademii Filmowej               | Najlepsza aktorka pierwszoplanowa                                     | Między słowami                      | Wygrana   | [ 145 ] |
| 2003 | Nagroda Brytyjskiej Akademii Filmowej               | Najlepsza aktorka pierwszoplanowa                                     | Dziewczyna z perłą                  | Nominacja | [ 145 ] |
| 2003 | Złoty Glob                                          | Najlepsza aktorka w filmie komediowym lub musicalu                    | Między słowami                      | Nominacja | [ 39 ]  |
| 2003 | Złoty Glob                                          | Najlepsza aktorka w filmie dramatycznym                               | Dziewczyna z perłą                  | Nominacja | [ 39 ]  |
| 2003 | Critics’ Choice Movie Award                         | Najlepsza aktorka drugoplanowa                                        | Między słowami                      | Nominacja | [ 146 ] |
| 2003 | Boston Society of Film Critics Award                | Najlepsza aktorka                                                     | Między słowami                      | Wygrana   | [ 147 ] |
| 2003 | New York Film Critics Online Award                  | Najlepsza aktorka drugoplanowa                                        | Między słowami                      | Wygrana   | [ 148 ] |
| 2003 | Chicago Film Critics Association Award              | Najlepsza aktorka                                                     | Między słowami                      | Nominacja | [ 149 ] |
| 2003 | Dallas–Fort Worth Film Critics Association Award    | Najlepsza aktorka                                                     | Między słowami                      | Nominacja | [ 150 ] |
| 2003 | Online Film Critics Society Award                   | Najlepsza aktorka                                                     | Między słowami                      | Nominacja | [ 151 ] |
| 2003 | Vancouver Film Critics Circle Award                 | Najlepsza aktorka                                                     | Między słowami                      | Nominacja | [ 31 ]  |
| 2003 | London Film Critics’ Circle Award                   | Najlepsza aktorka                                                     | Dziewczyna z perłą                  | Nominacja | [ 152 ] |
| 2003 | Międzynarodowy Festiwal Filmowy w Wenecji           | Najlepsza aktorka                                                     | Między słowami                      | Wygrana   | [ 153 ] |
| 2003 | Satelita                                            | Najlepsza aktorka drugoplanowa                                        | Między słowami                      | Nominacja | [ 154 ] |
| 2003 | MTV Movie Award                                     | Najlepsza przełomowa rola żeńska                                      | Między słowami                      | Nominacja | [ 155 ] |
| 2003 | British Independent Film Award                      | Najlepsza aktorka                                                     | Dziewczyna z perłą                  | Nominacja | [ 156 ] |
| 2004 | Palm Springs International Film Festival            | Największa aktorska nadzieja kina                                     | Między słowami i Dziewczyna z perłą | Wygrana   | [ 157 ] |
| 2004 | Teen Choice Award                                   | Filmowy przełomowy żeński występ aktorski                             | Między słowami                      | Nominacja | [ 31 ]  |
| 2004 | Złoty Glob                                          | Najlepsza aktorka w filmie dramatycznym                               | Lokatorka                           | Nominacja | [ 39 ]  |
| 2005 | Złoty Glob                                          | najlepsza aktorka drugoplanowa                                        | Wszystko gra                        | Nominacja | [ 39 ]  |
| 2005 | Sant Jordi Award                                    | Najlepsza zagraniczna aktorka                                         | Między słowami i Dziewczyna z perłą | Wygrana   | [ 158 ] |
| 2005 | Prism Award                                         | Najlepszy występ w filmie                                             | Lokatorka                           | Nominacja | [ 31 ]  |
| 2005 | Teen Choice Award                                   | Ulubiona aktorka dramatyczna                                          | W doborowym towarzystwie            | Nominacja | [ 159 ] |
| 2006 | Chicago Film Critics Association Award              | Najlepsza aktorka drugoplanowa                                        | Wszystko gra                        | Nominacja | [ 160 ] |
| 2006 | Dallas–Fort Worth Film Critics Association Award    | Najlepsza aktorka drugoplanowa                                        | Wszystko gra                        | Nominacja | [ 161 ] |
| 2007 | Teen Choice Award                                   | Ulubiona aktorka dramatyczna                                          | Prestiż i Czarna Dalia              | Nominacja | [ 162 ] |
| 2008 | Gotham Award                                        | Najlepsza obsada                                                      | Vicky Cristina Barcelona            | Wygrana   | [ 163 ] |
| 2008 | Teen Choice Award                                   | Ulubiona aktorka dramatyczna                                          | Kochanice króla                     | Nominacja | [ 164 ] |
| 2010 | Tony Award                                          | Najlepszą drugoplanowa kobieca kreacja aktorska w sztuce dramatycznej | A View from the Bridge              | Wygrana   | [ 165 ] |
| 2010 | Theatre World Award                                 | Najlepszy sceniczny debiut                                            | A View from the Bridge              | Wygrana   | [ 166 ] |
| 2010 | Drama Desk Award                                    | Najlepszą drugoplanowa kobieca kreacja aktorska w sztuce dramatycznej | A View from the Bridge              | Nominacja | [ 167 ] |
| 2010 | Drama League Award                                  | Najbardziej wyróżniająca się rola w sztuce teatralnej                 | A View from the Bridge              | Nominacja | [ 168 ] |
| 2010 | Teen Choice Awards                                  | Ulubiona aktorka w filmie science-fiction / fantasy                   | Iron Man 2                          | Nominacja | [ 169 ] |
| 2010 | Screem Awards                                       | Najlepsza aktorka w filmie lub serialu sci-fi                         | Iron Man 2                          | Wygrana   | [ 170 ] |
| 2011 | Saturn                                              | Najlepsza aktorka drugoplanowa                                        | Iron Man 2                          | Nominacja | [ 171 ] |
| 2012 | Teen Choice Awards                                  | Ulubiona aktorka w filmie science-fiction / fantasy                   | Avengers                            | Nominacja | [ 172 ] |
| 2012 | Teen Choice Awards                                  | Aktorka lata                                                          | Avengers                            | Nominacja | [ 172 ] |
| 2012 | Teen Choice Awards                                  | Ulubiona aktorka dramatyczna                                          | Kupiliśmy zoo                       | Nominacja | [ 172 ] |
| 2012 | Goldene Kamera                                      | Najlepsza międzynarodowa aktorka                                      |                                     | Wygrana   | [ 173 ] |
| 2013 | People’s Choice Award                               | Ulubiona aktorka                                                      | Avengers                            | Nominacja | [ 174 ] |
| 2013 | People’s Choice Award                               | Ulubione ekranowe dopasowanie (z Jeremym Rennerem)                    | Avengers                            | Nominacja | [ 174 ] |
| 2013 | People’s Choice Award                               | Ulubiona ‘twarz bohaterska’                                           | Avengers                            | Nominacja | [ 174 ] |
| 2013 | Kids’ Choice Awards                                 | Ulubiona aktorka filmowa                                              | Avengers                            | Nominacja | [ 175 ] |
| 2013 | Kids’ Choice Awards                                 | Ulubiona buttkickerka                                                 | Avengers                            | Nominacja | [ 175 ] |
| 2013 | MTV Movie Awards                                    | Najlepsza scena walki (z obsadą filmu)                                | Avengers                            | Wygrana   | [ 176 ] |
| 2013 | SFX Award                                           | Najlepsza aktorka                                                     | Avengers                            | Wygrana   | [ 31 ]  |
| 2013 | British Independent Film Award                      | Najlepsza aktorka                                                     | Pod skórą                           | Nominacja | [ 31 ]  |
| 2013 | Rome Film Festival                                  | Najlepsza aktorka                                                     | Ona                                 | Wygrana   | [ 31 ]  |
| 2013 | Critics’ Choice Movie Award                         | Najlepsza aktorka drugoplanowa                                        | Ona                                 | Nominacja | [ 31 ]  |
| 2013 | Chicago Film Critics Association Award              | Najlepsza aktorka drugoplanowa                                        | Ona                                 | Nominacja | [ 31 ]  |
| 2013 | Detroit Film Critics Society Award                  | Najlepsza aktorka drugoplanowa                                        | Ona                                 | Wygrana   | [ 31 ]  |
| 2013 | Online Film Critics Society Award                   | Najlepsza aktorka drugoplanowa                                        | Ona                                 | Nominacja | [ 177 ] |
| 2013 | St. Louis Gateway Film Critics Association Award    | Najlepsza aktorka drugoplanowa                                        | Ona                                 | Nominacja | [ 31 ]  |
| 2013 | Washington D.C. Area Film Critics Association Award | Najlepsza aktorka drugoplanowa                                        | Ona                                 | Nominacja | [ 31 ]  |
| 2013 | Women Film Critics Circle Award                     | Najlepsza aktorka w filmie komediowym                                 | Don Jon                             | Nominacja | [ 31 ]  |
| 2013 | Gotham Award                                        | Najlepsza aktorka                                                     | Don Jon                             | Nominacja | [ 31 ]  |
| 2013 | Drama League Award                                  | Najbardziej wyróżniająca się rola w sztuce teatralnej                 | Kotka na gorącym blaszanym dachu    | Nominacja | [ 178 ] |
| 2014 | Gotham Award                                        | Najlepsza aktorka                                                     | Pod skórą                           | Nominacja | [ 31 ]  |
| 2014 | Chicago Film Critics Association Award              | Najlepsza aktorka                                                     | Pod skórą                           | Nominacja | [ 31 ]  |
| 2014 | Detroit Film Critics Society Award                  | Najlepsza aktorka                                                     | Pod skórą                           | Nominacja | [ 31 ]  |
| 2014 | Dublin Film Critics’ Circle Award                   | Najlepsza aktorka                                                     | Pod skórą                           | Nominacja | [ 31 ]  |
| 2014 | London Film Critics’ Circle Award                   | Najlepsza aktorka                                                     | Pod skórą                           | Nominacja | [ 31 ]  |
| 2014 | National Society of Film Critics                    | Najlepsza aktorka                                                     | Pod skórą                           | Nominacja | [ 31 ]  |
| 2014 | San Francisco Film Critics Circle Award             | Najlepsza aktorka                                                     | Pod skórą                           | Nominacja | [ 31 ]  |
| 2014 | Washington D.C. Area Film Critics Association Award | Najlepsza aktorka                                                     | Pod skórą                           | Nominacja | [ 31 ]  |
| 2014 | Saturn Award                                        | Najlepsza aktorka drugoplanowa                                        | Ona                                 | Wygrana   | [ 179 ] |
| 2014 | American Comedy Award                               | Najlepsza aktorka drugoplanowa w komedii                              | Ona                                 | Nominacja | [ 31 ]  |
| 2014 | MTV Movie Award                                     | Najlepszy pocałunek                                                   | Don Jon                             | Nominacja | [ 180 ] |
| 2014 | People’s Choice Award                               | Ulubiona aktorka w filmie komediowym                                  | Don Jon                             | Nominacja | [ 181 ] |
| 2014 | People’s Choice Award                               | Ulubiona aktorka filmowa                                              | Don Jon                             | Nominacja | [ 181 ] |
| 2014 | Critics’ Choice Movie Award                         | Najlepsza aktorka w filmie akcji                                      | Lucy                                | Nominacja | [ 182 ] |
| 2014 | Teen Choice Award                                   | Ulubiona aktorka w filmie science-fiction / fantasy                   | Kapitan Ameryka: Zimowy żołnierz    | Nominacja | [ 183 ] |
| 2014 | Teen Choice Award                                   | Ulubiony pocałunek (z Chrisem Evansem)                                | Kapitan Ameryka: Zimowy żołnierz    | Nominacja | [ 183 ] |
| 2015 | People’s Choice Award                               | Ulubiona aktorka filmowa                                              | Kapitan Ameryka: Zimowy żołnierz    | Nominacja | [ 184 ] |
| 2015 | People’s Choice Award                               | Ulubiony duet filmowy (z Chrisem Evansem)                             | Kapitan Ameryka: Zimowy żołnierz    | Nominacja | [ 184 ] |
| 2015 | People’s Choice Award                               | Ulubiona aktorka w filmie akcji                                       | Kapitan Ameryka: Zimowy żołnierz    | Nominacja | [ 184 ] |
| 2015 | Saturn Award                                        | Najlepsza aktorka drugoplanowa                                        | Kapitan Ameryka: Zimowy żołnierz    | Nominacja | [ 185 ] |
| 2015 | MTV Movie Award                                     | Najlepszy pocałunek (z Chrisem Evansem)                               | Kapitan Ameryka: Zimowy żołnierz    | Nominacja | [ 186 ] |
| 2015 | MTV Movie Award                                     | Najlepsza aktorka                                                     | Lucy                                | Nominacja | [ 186 ] |
| 2015 | Jupiter Award                                       | Najlepsza międzynarodowa aktorka                                      | Lucy                                | Nominacja |         |
| 2015 | Teen Choice Awards                                  | Ulubiona aktorka w filmie science-fiction / fantasy                   | Avengers: Czas Ultrona              | Nominacja | [ 187 ] |
| 2016 | People’s Choice Award                               | Ulubiona aktorka                                                      | Avengers: Czas Ultrona              | Nominacja | [ 188 ] |
| 2016 | People’s Choice Award                               | Ulubiona aktorka w filmie akcji                                       | Avengers: Czas Ultrona              | Nominacja | [ 188 ] |
| 2016 | Teen Choice Awards                                  | Ulubiona aktorka w filmie science-fiction / fantasy                   | Kapitan Ameryka: Wojna bohaterów    | Nominacja | [ 189 ] |
| 2016 | Critics Choice Awards                               | Najlepsza aktorka w filmie akcji                                      | Kapitan Ameryka: Wojna bohaterów    | Nominacja | [ 190 ] |
| 2017 | People’s Choice Award                               | Ulubiona aktorka                                                      | Kapitan Ameryka: Wojna bohaterów    | Nominacja | [ 191 ] |
| 2017 | People’s Choice Award                               | Ulubiona aktorka w filmie akcji                                       | Kapitan Ameryka: Wojna bohaterów    | Nominacja | [ 191 ] |
| 2017 | Kids’ Choice Awards                                 | Ulubiona aktorka filmowa                                              | Kapitan Ameryka: Wojna bohaterów    | Nominacja | [ 192 ] |
| 2017 | Kids’ Choice Awards                                 | Ulubiony buttkicker                                                   | Kapitan Ameryka: Wojna bohaterów    | Nominacja | [ 192 ] |
| 2017 | Kids’ Choice Awards                                 | Ulubiona drużyna (z obsadą filmu)                                     | Kapitan Ameryka: Wojna bohaterów    | Nominacja | [ 192 ] |
| 2017 | Saturn Award                                        | Najlepsza aktorka drugoplanowa                                        | Kapitan Ameryka: Wojna bohaterów    | Nominacja | [ 193 ] |
| 2017 | Jupiter Award                                       | Najlepsza aktorka międzynarodowa                                      | Kapitan Ameryka: Wojna bohaterów    | Nominacja | [ 194 ] |